# Ubc 뉴스투데이
《ubc 뉴스투데이》는 ubc TV에서 매주 평일 오전 10시 10분에 방송 중인 울산 지역 뉴스 프로그램이다.

## 앵커
| 대수 | 진행자          | 진행 기간             | 비고  |
| ---- | --------------- | --------------------- | ----- |
| 1대  | 이승재 아나운서 | 2021년 9월 6일 ~ 현재 | [ 1 ] |

## 결방
- 2024년 2월 12일 : 오전 8시 40분부터 SBS TV 《덩치 서바이벌-먹찌빠 스페셜》, 오전 10시 20분부터 SBS TV 《설날 특집 골 때리는 그녀들, 골림픽 (1부) (재방송)》 편성으로 인해 결방
- 2024년 2월 20일 : SBS TV 《중계 방송 국회 교섭 단체 대표 연설 - 더불어민주당》 편성으로 인해 결방
- 2024년 2월 21일 : SBS TV 《중계 방송 국회 교섭 단체 대표 연설 - 국민의힘》 편성으로 인해 결방
- 2024년 2월 22일 : SBS TV 《중계 방송 제22대 국회의원 선거 공직 선거 정책 토론회》 편성으로 인해 결방

## 경쟁 프로그램
- KBS 뉴스 930 울산 (KBS 울산 1TV)
- 930 MBC 뉴스 울산 (울산MBC TV)